# Samostan Kćeri Milosrđa Trećega Reda svetoga Franje u Subotici
Samostan Kćeri Milosređa Trećega Reda sv. Franje, rimokatolički stan redovnica Kćeri Milosrđa Trećeg Reda sv. Franje provincije Krista Kralja u Subotici, Skerlićeva 4, u Keru. Pripadnice ovog reda su u Subotici od 1923. godine. Samostan su dobile 1929. godine a osnovala ga je blažena Marija od Propetog Isusa Petković. U samostanu je kapela posvećena u čast svete Male Terezije. Nasuprot samostana je župna crkva župe sv. Roka koja je osnovana za Ker, izdvajanjem iz teritorija sv. Terezije 1841. godine. Gradnja Zavoda sv. Terezije Djeteta Isusa na ovoj adresi u svezi je s ovim događajem. Osnivačica bl. Marija Propetog Isusa Petković tražila je zemljište za gradnju zavoda. Razmišljajući kamo poći da bi pitala za zemljište po nekom unutarnjem glasu razumjela je i čula: "Sagradi samostan za sestre iza leđa crkve." Otišla je ka mons. Blašku Rajiću u župu sv. Roka, koji je i htio da sestre otvore zavod u njegovoj župi. Marija je došla pred kuću i zemljište, no sve je bilo prazno, bez itkoga i zatvoreno samo je na staklu prozora bila stavljena slika sv. Terezije od Djeteta Isusa, slikana na oltaru u kući matici, u Blatu. Marija se zapitala "Kako je slika došla tu kada sestre nisu poznavale vlasnika niti znale za taj kraj?" Na to je Marija Petković u blagom pogledu i osmijehu sv. Terezije spoznala da je ta svetica našla zemljište za zavod i sačuvala ga za sestre. Novosagrađeni Zavod nazvan je imenom sv. Terezije Djeteta Isusa. Zavod je otvoren 30. kolovoza 1930. godine. U susjedstvu je OŠ Ivan Milutinović, u kojoj djeluje nastava na hrvatskom jeziku.
18. listopada 2001. u okviru samostana s radom je počeo dječji vrtić s obrazovanjem na hrvatskom jeziku Marija Petković – Sunčica, i to je bio prvi vrtić nakon 2. svjetskog rata u Srbiji u kojem je obrazovanje započelo na hrvatskom jeziku.

## Vanjske poveznice
- Družba Kćeri Milosrđa tsr Sv. Franje provincija Krista Kralja